# Flurbiprofen
Flurbiprofen (łac. flurbiprofenum) – organiczny związek chemiczny, niesteroidowy lek przeciwzapalny (NLPZ). Pochodna kwasu propionowego o działaniu przeciwzapalnym, przeciwbólowym i przeciwgorączkowym.

## Wskazania
Leczenie reumatoidalnego zapalenia stawów, zesztywniającego zapalenia stawów kręgosłupa, chorób zwyrodnieniowych stawów i kręgosłupa oraz chorób i urazów narządu ruchu takich, jak zapalenie okołostawowe, zespół bolesnego barku, zapalenie kaletki maziowej, zapalenie ścięgna i pochewek ścięgna, bóle odcinka lędźwiowego kręgosłupa, skręcenia i zwichnięcia stawów. Bóle o niewielkim i średnim nasileniu (np. bóle zębów, pooperacyjne, miesiączkowe, migrenowe).

## Możliwe skutki uboczne
Biegunka, bóle brzucha, niestrawność, nudności, wymioty, zaostrzenia choroby wrzodowej, krwawienia z przewodu pokarmowego, owrzodzenia jamy ustnej, nieżyt żołądka, perforacja wrzodu, astma, skurcz oskrzeli, duszność, pokrzywka, wysypka, świąd, plamica, zawroty głowy, depresja, szumy uszne, zatrzymanie płynów i obrzęki.

## Preparaty
Preparaty zawierające flurbiprofen zarejestrowane w Polsce (stan na luty 2025):
- Cholinex Direct
- Flurbiprofen Farmak
- Inovox Ultra
- Orofar Ultra
- Polopiryna Gardło
- Straben
- Strepsils Intensive
- Strepsils Intensive Direct
- Vocaflam